# Grofcsik János
Grofcsik János (Pápa, 1890. július 20. – Budapest, 1977. január 6.) egyetemi tanár, a kémiai tudományok doktora, a Szilikátipari Tudományos Egyesület tiszteletbeli elnöke, a Magyar Tudományos Akadémia Szilikátkémiai Bizottságának tagja, a magyar kerámiaipar és a szilikáttudomány kiemelkedő személyisége, több állami és társadalmi kitüntetés birtokosa. Magyar vegyészmérnök, egyetemi tanár, a kémiai tudományok kandidátusa (1952), a kémiai tudományok doktora (1958). Fia, Grofcsik Elemér (1926–2019) vegyészmérnök volt.

## Életpályája
Szülei Grofcsik Vilmos telekkönyvi hivatalnok és Iglauer Emilia voltak. 1908-ban érettségizett a veszprémi főgimnáziumban. 1912-ben vegyészmérnöki diplomát kapott a budapesti Műegyetemen. 1912–1913 között az Országos Chemiai Intézet gyakornoka volt. 1913–1920 között a budapesti Felsőipariskola rendes tanára volt. 1920–1940 között a Városlődi Kőedény-, Majolika- és Kályhagyár műszaki tanácsadójaként is dolgozott. 1940–1948 között a Kőszénbánya és Téglagyár Társulat (Drasche) műszaki igazgatója, majd vezérigazgatója volt. 1948–1949 között a Mész-, Cement- és Üvegipari Igazgatóság helyettes vezetőjeként működött. 1949–1950 között az Iparügyi Minisztérium Mész-, Cement- és Üvegipari Főosztályának főosztályvezető-helyettese volt. 1950–1951 között a Nehézvegyipari Kutató Intézet Szilikátkémiai Osztályának vezetője volt. 1950–1957 között a Magyar Tudományos Akadémia Szilikátkémiai Albizottságának elnöke volt. 1951–1953 között a Veszprémi Vegyipari Egyetem Szilikátkémiai Tanszékén nyilvános, rendes tanára, 1953–1957 között egyetemi tanára, 1951–1957 között a Tanszék vezetője volt. 1957–1958 között az Építőanyagipari Központi Kutató Intézet Szilikát Osztályának vezetőjeként tevéknykedett. 1958-ban nyugdíjba vonult. 1959–1964 között a Szilikátkohászati Főbizottság alelnöke volt. 1959–1977 között a Szilikátkémiai Központi Kutató és Tervező Intézet nyugdíjas tudományos tanácsadója volt. 1975–1977 között a Szilikátipari Tudományos Egyesület alapító tagja, majd tiszteletbeli elnöke volt.

### Munkássága
A Szilikátkémiai Központi Kutató és Tervező Intézetnek haláláig tudományos tanácsadója volt. Hazai tűzállóipari és kerámiai nyersanyagok minősítésének kérdéseivel, új vizsgálati módszerek kidolgozásával, agyagásványok szerkezetével és a kerámiaégetés folyamán az anyagban végbemenő átalakulások vizsgálatával foglalkozott. Szilikátkémiai kutatásairól több mint 50 szakközleménye jelent meg.
Vitorlázóként Sirocco nevű 22-es tőkesúlyos cirkálójával évekig tartotta a Balatonkenese–Keszthely távrekordot.

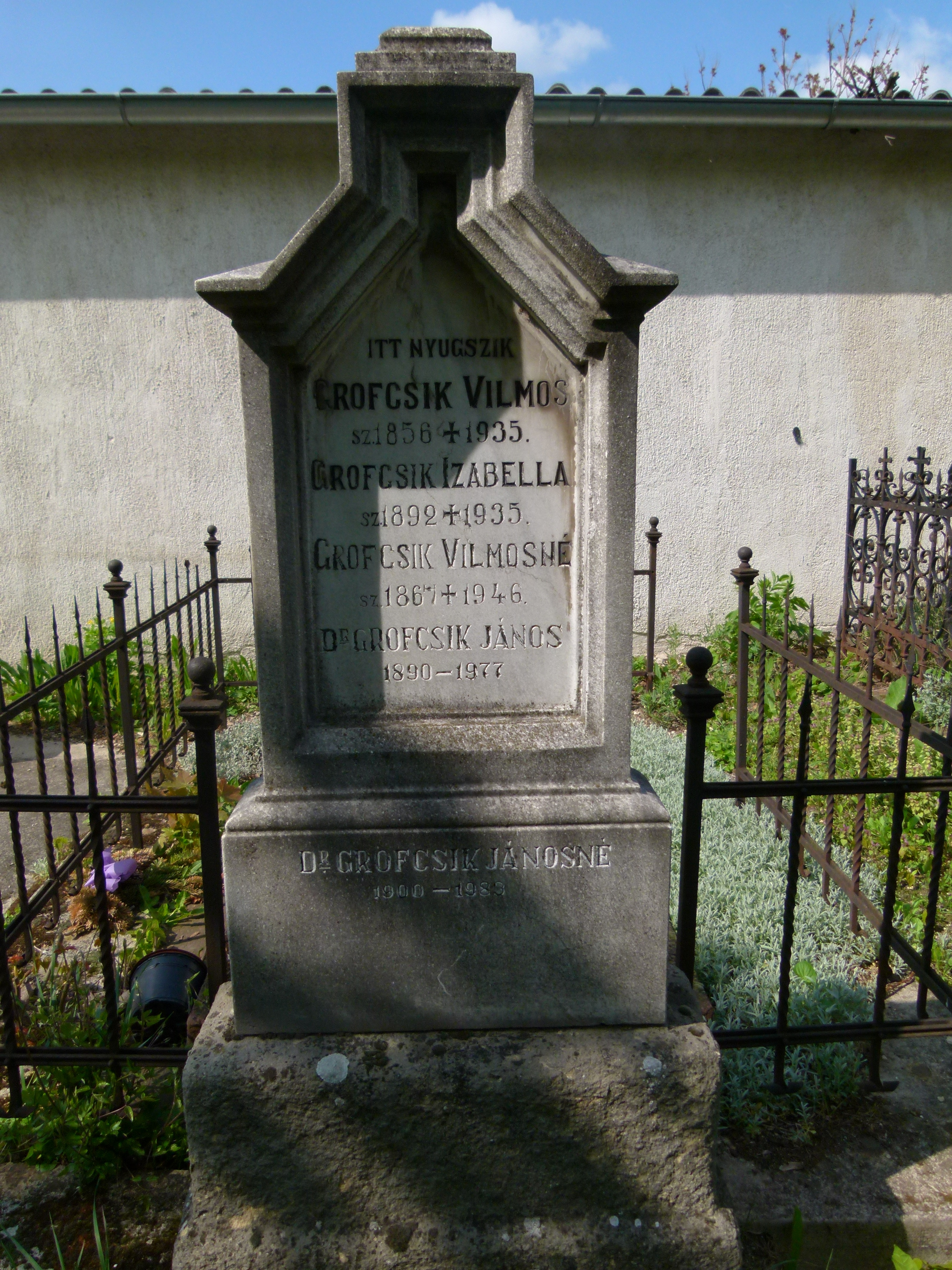
Dr. Grófcsik János (1890-1977) mérnök, egyetemi tanár sírja, Alsóvárosi temető, Veszprém

## Művei
- Építőipari anyagtan (Budapest, 1921-1922)
- Gyakorlati szervetlen kémia (Budapest, 1934)
- Kerámia. A kémia és vívmányai (Budapest, 1940)
- Kerámiai anyagok a kémiai iparban (Magyar Kémikusok Lapja, 1948)
- A hazai samottgyártás időszerű kérdései. – Az alumíniumszilikátok stabilitása (Építőanyag, 1949)
- Őrlemények fajlagos felületének meghatározására szolgáló módszerek tanulmányozása (Vágó Elekkel; Építőanyag, 1950)
- Cementgyári nyersiszap viszkozitásának csökkentése (Vágó Elekkel; NEVIKI éves jelentései, 1951)
- Kerámiai anyagok kémiai fizikája (Budapest, 1951-1952)
- A portlandcement-klinker ásványi alkatrészeinek meghatározása (Vágó Elekkel; Építőanyag, 1951)
- Agyagok vizsgálatának korszerű módszerei (Vegyészetünk fejlődése az ötéves terv során. Az MTA 1951. évi nagygyűlésének vegyészeti előadásai és hozzászólásai. Budapest, 1952 és MTA Kémiai Tudományok Osztálya Közleményei, 1952)
- Differenciál termoanalitikus módszerek (Budapest, 1952-1953)
- Hazai finomkerámiai anyagok vizsgálata. – Mullit meghatározása égetett kerámiai termékekben (Vágó Elekkel; Építőanyag, 1952)
- Durvakémia. – Zománcipar. (Kémiai technológia. Egyetemi tankönyv; Budapest, 1953)
- A kerámiai iparok technológiája. Építőanyagipari technikumi tankönyv (Budapest, 1953)
- A természetben előforduló hidraulikus anyagok lekötésénél végbemenő folyamatok (Árkosy Klárával, Vágó Elekkel) Kristályos műkő (NEVIKI Közleményei, 1955)
- Újabb kutatási eredmények a mullitképződés terén (Építőanyag, 1955)
- A kerámia elméleti alapjai (Albert Jánossal és Beke Bélával; Budapest, 1956)
- Hazai előfordulású monotermit agyagásvány vizsgálata (NEVIKI Közleményei, 1956)
- A mullit keletkezési körülményeinek vizsgálata alumíniumszilikát-tartalmú kerámiai anyagokban. Monográfia és doktori értekezés is. (Budapest, 1957)
- Untersuchung der polymorphen Umwandlungen des Quarzes mit besonderer Rücksicht auf die Trydimitbildung (Vágó Elekkel; Acta Chimica, 1957)
- Homokkő felhasználása szilikatégla gyártására (NEVIKI Közleményei, 1958)
- A mullit szerkezete, képződése és jelentősége (Tamás Ferenccel, Budapest, 1961)
- Mullite, its structure, formation and significance. Akadémiai Kiadó, (Budapest, 1961)
- Finomkerámiai gyártmányok égetésénél végbemenő folyamatok (Budapest, 1961)
- A Pécsi Porcelángyár termékeinek fejlődése kerámiai szempontból (100 éves a Pécsi Porcelángyár. Tanulmánykötet a gyár százéves fennállásának tiszteletére 1968. október 14–16-án Pécsett rendezett tudományos ülésszak anyagából. Pécs, 1971)
- A magyar finomkerámiaipar története (Reichard Ernővel, Budapest, 1973)

## Díjai
- Munka Érdemrend ezüst fokozata (1953)